# Pós-edição
Pós-edição "é o processo de melhoria da tradução automática com um mínimo de trabalho manual". Uma pessoa que faz pós-edição é chamada de pós-editor. O conceito de pós-edição está ligado ao da pré-edição. No processo de tradução de um texto via tradução automática, melhores resultados podem ser obtidos pré-editando o texto de origem - por exemplo através da aplicação dos princípios da linguagem controlada - e, em seguida, a pós-edição da tradução automática resultante. É distinto da edição, que se refere ao processo de melhoria do texto da tradução manual (um processo que muitas vezes é conhecido como revisão no campo da tradução). Um texto pós-editado pode posteriormente ser revisto para garantir a qualidade das escolhas idiomáticas ou corrigir erros simples.
A pós-edição envolve a correção do resultado da tradução automática para garantir que ele atenda a um nível de qualidade negociada previamente entre o cliente e o posteditor. A pós-edição simples visa tornar o resultado simplesmente compreensível; a pós-edição completa o faz também estilisticamente adequado. Com os avanços na tradução automática a pós-edição completa está se tornando uma alternativa para a tradução manual. Há uma série de ferramentas que suportam a pós-edição do resultado da tradução automática. Elas incluem o Google Translator Toolkit, SDL Trados, Unbabel e Systran.

## A pós-edição e a tradução automática
A tradução automática saiu dos laboratórios para começar a ser usada para a finalidade real no final dos anos setenta em algumas grandes instituições como a Comissão Europeia e a Organização Pan-Americana da Saúde e, em seguida, mais tarde, em algumas empresas, como a Caterpillar e a General Motors. Os primeiros estudos sobre a pós-edição apareceram na década de oitenta, ligados a essas implementações. Para desenvolver diretrizes e treinamentos adequados, os membros da Associação de Tradução Automática nas Américas (AMTA) e a Associação Europeia de Tradução Automática (EAMT) definiram um Grupo de Interesse Especial em Pós-Edição, em 1999.
Após a década de noventa, avanços na capacidade dos computadores e conectividade aceleraram o desenvolvimento de tradução automática e permitiiram a sua implantação através do navegador web, incluindo-a como um complemento útil e gratuito para os principais motores de busca (Google Translate, Bing Translator, Yahoo! Babel Fish). A maior aceitação da tradução automática menos que perfeita foi acompanhada também por uma maior aceitação da pós-edição. Com a demanda para a localização de produtos e serviços que crescem em um ritmo que não poderiam ser atingidos pela tradução humana, nem sequer assistido pela memória de tradução e outras tecnologias de gestão de tradução, entidades da indústria tais como o Translation Automation Users Society (TAUS) esperam que a tradução automática e a pós-edição venham a desempenhar um papel muito maior nos próximos anos.

## Pós-edição simples e completa
Estudos na década de oitenta distinguem entre os graus de pós-edição que, no contexto do Serviço de Tradução da Comissão Europeia, eles foram primeiramente definidos como convencionais e rápidos ou plenos e rápidos. A pós-edição simples e completa parecem ser os termos mais usados hoje.
A pós-edição simples implica uma intervenção mínima pelo pós-editor, como estritamente necessária para ajudar o usuário final fazer algum sentido do texto; a expectativa é que o cliente irá utilizá-lo para fins de entrada apenas, muitas vezes, quando o texto é urgentemente necessário, ou tem um curto período de tempo.
A pós-edição completa envolve um maior nível de intervenção para atingir um grau de qualidade a ser negociado entre o cliente e o pós-editor; a expectativa é de que o resultado será um texto que não só é compreensível, mas apresentado de alguma forma estilisticamente adequada, para que ele possa ser usado para a assimilação e até mesmo para a divulgação, para fins de entrada e saída.
Na extremidade superior da pós-edição completa existe a expectativa de um nível de qualidade que é indistinguível daquela da tradução humana. A suposição, no entanto, tem sido a de que é preciso menos esforço para tradutores para trabalhar diretamente a partir do texto de origem do que a pós-edição da versão gerada pela tradução automática. Com os avanços na tradução automática, isso pode estar mudando. Para algumas línguas e para algumas tarefas, e com motores que foram treinados com domínio de dados específicos de boa qualidade, alguns clientes já estão pedindo aos tradutores pós-edição em vez de traduzir a partir do zero, na crença de que eles vão atingir qualidade similar a um custo menor.
A classificação simples/completa, desenvolvida na década de noventa, quando a tradução automática ainda vinha em um CD-ROM, pode não servir também aos avanços na pós-edição simples final da tradução automática. Para algumas línguas e algumas tarefas, especialmente se a fonte tenha sido pré-editada, o resultado direto da tradução automática pode ser bom o suficiente sem a necessidades de intervenção humana subsequente.

## Eficiência da pós-edição
A pós-edição é usada quando a tradução automática pura não é boa o suficiente e a tradução humana não é necessária. A indústria aconselha a pós-edição ser usada quando ela pode, pelo menos, o dobro da produtividade de tradução manual, mesmo quatro vezes no caso de pós-edição simples. [Carece de fontes]
No entanto, a eficiência da pós-edição é difícil de prever. Vários estudos da academia e da indústria têm mostrado que a pós-edição é geralmente mais rápido do que traduzir a partir do zero, independentemente do par de línguas ou a experiência dos tradutores. Não há, no entanto, nenhum acordo sobre quanto tempo pode ser salvo através pós-edição na prática: Embora os relatórios da indústria em economia de tempo em torno de 40%, alguns estudos acadêmicos sugerem que a poupança de tempo sob condições de trabalho realistas são mais propensas a ser entre 15-20 %.

## A pós-edição e a indústria da língua
Após cerca de trinta anos, a pós-edição ainda é "uma profissão emergente". Qual o perfil certo do pós-editor é ainda não foi completamente estudado. A pós edição se sobrepõe com a tradução e edição, mas apenas parcialmente. A maioria acha que o pós-editor ideal será um tradutor que deseja ser treinado nas competências específicas necessárias, mas há alguns que pensam um bilíngüe sem experiência em tradução pode ser mais fácil de treinar. Não se sabe muito, quer por que os pós-editores reais são, se eles trabalham principalmente como empregados ou autônomos em casa, e em que condições.
Não existem números claros sobre o quão grande é a porção da pós-edição dentro da indústria de tradução. Uma pesquisa recente mostrou cerca de 50% dos prestadores de serviços de língua oferecidos, mas para 85% deles, representava menos de 10% do seu rendimento. A Unbabel, um serviço de tradução de pós-edição crowdsourcing, traduziu mais de 11.000.000 de palavras (novembro de 2014)
As estimativas de produtividade e volume são, em qualquer caso, alvos móveis já que os avanços na tradução automática, em uma parte significativa impulsionada pelo texto pós-editado alimentado de volta para seus motores, vai significar que quanto mais pós-edição for feita, maior será a qualidade da tradução automática e a pós-edição se tornará mais difundida. [carece de fontes]

## References
1. ↑  «TRADUÇÃO AUTOMÁTICA, TERCEIRO ESTÁGIO DA REVOLUÇÃO DIGITAL DOS PERIÓDICOS». Revista de Administração de Empresas. 55 (2): 119-119. ISSN 0034-7590. doi:10.1590/S0034-759020150201. Consultado em 25 de novembro de 2015. Arquivado do original em 20 de dezembro de 2010
2. ↑  «Simpósio: Tradução e Tecnologia». ABRAPT. Consultado em 25 de novembro de 2015